# Murça
Murça és un municipi portuguès, situat al districte de Vila Real, a la regió del Nord i a la subregió de l'Alt Trás-os-Montes.L'any 2006 tenia 10.583 habitants. És dividida en 9 freguesies. Llimita al nord amb Valpaços, a l'est amb Mirandela, al sud-est amb Carrazeda de Ansiães, al sud-oest amb Alijó i al nord-oest amb Vila Pouca de Aguiar.

## Població
| Població del concelho de Murça (1801 – 2004) | Població del concelho de Murça (1801 – 2004) | Població del concelho de Murça (1801 – 2004) | Població del concelho de Murça (1801 – 2004) | Població del concelho de Murça (1801 – 2004) | Població del concelho de Murça (1801 – 2004) | Població del concelho de Murça (1801 – 2004) | Població del concelho de Murça (1801 – 2004) | Població del concelho de Murça (1801 – 2004) |
| -------------------------------------------- | -------------------------------------------- | -------------------------------------------- | -------------------------------------------- | -------------------------------------------- | -------------------------------------------- | -------------------------------------------- | -------------------------------------------- | -------------------------------------------- |
| 1801                                         | 1849                                         | 1900                                         | 1930                                         | 1960                                         | 1981                                         | 1991                                         | 2001                                         | 2004                                         |
| 4531                                         | 4975                                         | 6857                                         | 7886                                         | 10364                                        | 8518                                         | 7371                                         | 6752                                         | 6476                                         |

## Freguesies
- Candedo
- Carva
- Fiolhoso
- Jou
- Murça
- Noura
- Palheiros
- Valongo de Milhais
- Candedo